# Швицер, Пиус
Пи́ус Швицер (нем. Pius Schwizer; род. 13 августа 1962, Энзинген или Айх, Люцерн) — швейцарский конник, бронзовый призёр Олимпийских игр.

## Карьера
Пиус Швицер на Олимпиаде в Пекине выиграл бронзовую медаль в командном конкуре вместе с Кристиной Либхерр, Никлаусом Шуртенбергером и Стивом Гердой. На следующей Олимпиаде Швицер не смог завоевать медалей.